# 노르킨곶

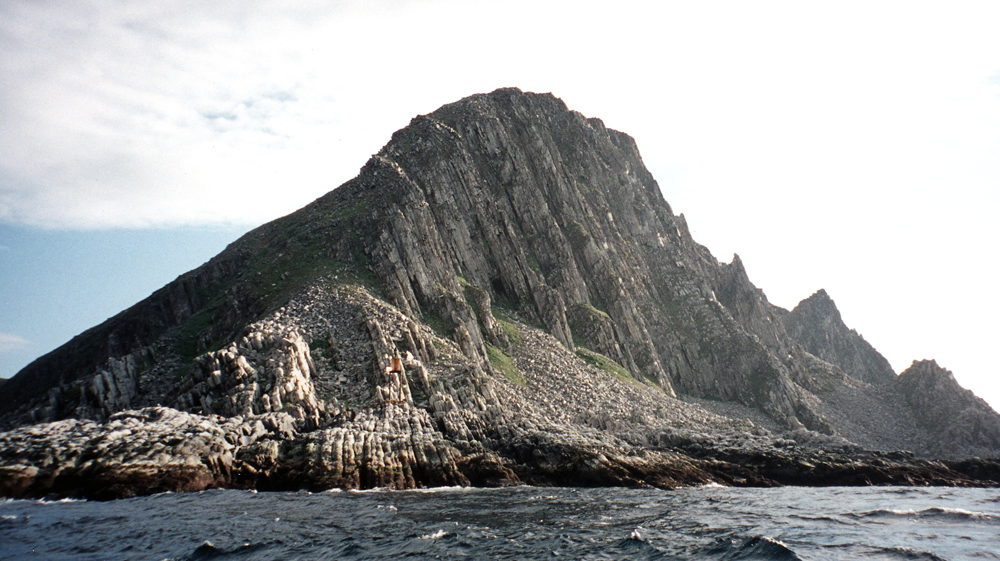
노르킨곶의 모습

노르킨곶(노르웨이어: Kinnarodden, 북부 사미어: Gidnegeahči)은 노르웨이 핀마르크주 노르킨반도의 최북단 지점이자 노르웨이 본토의 최북단 지점이다. 최고 높이는 237m이다.

## 지리
노르킨곶은 메함에서 14km 떨어져 있다. 흔히 노르웨이의 최북단 지점으로 알려진 노르카프보다 5.7km 더 북쪽에 위치해있다. 유럽 대륙 최북단 지점으로 인정되어있지만, 노르웨이 인근해의 섬에 위치해있다.

## 같이 보기
- 노르카프
- 로쇠위아섬
- 최북단순 나라 목록